# 昭阳湖
昭阳湖是一个位于中国山东省鱼台县、微山县的湖泊，面积约为602平方千米。